# Austrian Volley League (2022/2023)
Austrian Volley League 2022/2023 − 62. sezon mistrzostw Austrii w piłce siatkowej zorganizowany przez Austriacki Związek Piłki Siatkowej (Österreichischer Volleyballverband, ÖVV). Zainaugurowany został 1 października 2022 roku i trwał do 22 kwietnia 2023 roku.
W Austrian Volley League w sezonie 2022/2023 uczestniczyło 10 drużyn. Rozgrywki składały się z fazy zasadniczej oraz fazy play-off. W fazie zasadniczej zespoły rozegrały między sobą po dwa mecze. Faza play-off obejmowała ćwierćfinały, mecze o miejsca 5-8, półfinały, mecze o 3. miejsce oraz finały.
Po raz jedenasty mistrzem Austrii został Hypo Tirol Volleyballteam, który w finałach fazy play-off pokonał SK Zadruga Aich/Dob. Trzecie miejsce zajął TSV Raiffeisen Hartberg.
Sponsorem tytularnym fazy play-off było przedsiębiorstwo powerfusion, a rozgrywki przyjęły nazwę powerfusion Austrian Volley League.

## Drużyny uczestniczące
| | Austrian Volley League 2022/2023 |    |        |
| --- | -------------------------------- | -- | ------ |
| WAL | Union Raiffeisen Waldviertel     | 1  | CEV    |
| AIC | SK Zadruga Aich/Dob              | 2  | el. LM |
| GRA | UVC Holding Graz                 | 3  | Ch     |
| AMS | VCA Amstetten Niederösterreich   | 4  | Ch     |
| RIE | UVC McDonalds Ried/Innkreis      | 5  | Ch     |
| KLG | VBK Wörther-See-Löwen Klagenfurt | 6  |        |
| SOK | TJ Sokol V/Post SV Wien          | 7  |        |
| WEI | VBC TLC Weiz                     | 8  |        |
| HAR | TSV Raiffeisen Hartberg          | 9  |        |
| TIR | Hypo Tirol Volleyballteam        | 10 |        |
| Oznaczenia: - kolumna pierwsza – skróty nazw drużyn wpisane na mapie (jeśli ta została zamieszczona), - kolumna trzecia – miejsce zajęte przez daną drużynę w poprzednim sezonie. |                                  |    |        |

## Faza zasadnicza

### Tabela wyników
| Gospodarz \ Gość1                | WAL | AIC | GRA | AMS | RIE | KLG | SOK | WEI | HAR | TIR |
| -------------------------------- | --- | --- | --- | --- | --- | --- | --- | --- | --- | --- |
| Union Raiffeisen Waldviertel     | -   | 2:3 | 0:3 | 3:0 | 2:3 | 3:0 | 3:2 | 3:0 | 1:3 | 0:3 |
| SK Zadruga Aich/Dob              | 3:1 | -   | 3:0 | 3:0 | 3:0 | 3:0 | 3:0 | 3:0 | 1:3 | 0:3 |
| UVC Holding Graz                 | 0:3 | 0:3 | -   | 0:3 | 1:3 | 3:0 | 3:0 | 1:3 | 1:3 | 0:3 |
| VCA Amstetten Niederösterreich   | 2:3 | 3:1 | 3:2 | -   | 3:0 | 3:0 | 1:3 | 3:1 | 3:1 | 3:2 |
| UVC McDonalds Ried/Innkreis      | 3:1 | 3:1 | 2:3 | 3:0 | -   | 3:0 | 3:0 | 3:1 | 2:3 | 2:3 |
| VBK Wörther-See-Löwen Klagenfurt | 0:3 | 0:3 | 3:2 | 0:3 | 0:3 | -   | 3:2 | 1:3 | 1:3 | 0:3 |
| TJ Sokol V/Post SV Wien          | 3:1 | 0:3 | 0:3 | 1:3 | 1:3 | 3:2 | -   | 3:0 | 0:3 | 1:3 |
| VBC TLC Weiz                     | 1:3 | 0:3 | 3:1 | 2:3 | 1:3 | 3:0 | 3:1 | -   | 2:3 | 1:3 |
| TSV Raiffeisen Hartberg          | 3:1 | 3:1 | 3:0 | 1:3 | 3:0 | 3:0 | 3:0 | 3:2 | -   | 2:3 |
| Hypo Tirol Volleyballteam        | 3:0 | 3:0 | 3:0 | 3:2 | 3:0 | 3:0 | 3:0 | 3:0 | 3:0 | -   |

Źródło: ÖVV (niem.) / ÖVV – VolleyStation (ang.)
1 Drużyna gospodarzy jest wymieniona po lewej stronie tabeli.
Kolory:
  zwycięstwo gospodarzy 3:0 lub 3:1
  zwycięstwo gospodarzy 3:2
  zwycięstwo gości 3:0 lub 3:1
  zwycięstwo gości 3:2

### Terminarz i wyniki spotkań
| Data        | Godz. | Gospodarz                        | Rezultat                                | Gość                             | Widzów |
| ----------- | ----- | -------------------------------- | --------------------------------------- | -------------------------------- | ------ |
| 1. KOLEJKA  |       |                                  |                                         |                                  |        |
| 02.10.2022  | 16:00 | VBC TLC Weiz                     | 2:3 (25:27, 26:24, 17:25, 25:22, 12:15) | VCA Amstetten Niederösterreich   | 45     |
| 01.10.2022  | 19:30 | UVC McDonalds Ried/Innkreis      | 3:1 (23:25, 25:18, 25:19, 25:17)        | SK Zadruga Aich/Dob              | bd.    |
| 02.10.2022  | 14:30 | UVC Holding Graz                 | 3:0 (25:20, 26:24, 25:16)               | TJ Sokol V/Post SV Wien          | 122    |
| 01.10.2022  | 18:00 | Hypo Tirol Volleyballteam        | 3:0 (26:24, 25:16, 25:18)               | TSV Raiffeisen Hartberg          | 300    |
| 01.10.2022  | 16:30 | VBK Wörther-See-Löwen Klagenfurt | 0:3 (19:25, 17:25, 20:25)               | Union Raiffeisen Waldviertel     | 120    |
| 2. KOLEJKA  |       |                                  |                                         |                                  |        |
| 08.10.2022  | 19:00 | SK Zadruga Aich/Dob              | 3:0 (25:19, 26:24, 25:19)               | UVC Holding Graz                 | 150    |
| 09.10.2022  | 17:00 | VCA Amstetten Niederösterreich   | 3:0 (25:18, 25:18, 25:20)               | UVC McDonalds Ried/Innkreis      | 100    |
| 08.10.2022  | 19:00 | Union Raiffeisen Waldviertel     | 3:0 (25:21, 25:20, 25:22)               | VBC TLC Weiz                     | 332    |
| 17.12.2022  | 19:00 | TSV Raiffeisen Hartberg          | 3:0 (25:15, 25:15, 25:19)               | VBK Wörther-See-Löwen Klagenfurt | 111    |
| 08.10.2022  | 17:00 | TJ Sokol V/Post SV Wien          | 1:3 (20:25, 27:25, 20:25, 21:25)        | Hypo Tirol Volleyballteam        | 90     |
| 3. KOLEJKA  |       |                                  |                                         |                                  |        |
| 15.10.2022  | 20:00 | UVC Holding Graz                 | 0:3 (18:25, 25:27, 23:25)               | Union Raiffeisen Waldviertel     | 211    |
| 16.10.2022  | 17:00 | SK Zadruga Aich/Dob              | 3:0 (25:18, 25:19, 25:20)               | TJ Sokol V/Post SV Wien          | 194    |
| 15.10.2022  | 20:00 | VBC TLC Weiz                     | 2:3 (25:23, 23:25, 19:25, 31:29, 15:17) | TSV Raiffeisen Hartberg          | 136    |
| 15.10.2022  | 19:30 | UVC McDonalds Ried/Innkreis      | 2:3 (25:18, 21:25, 23:25, 26:24, 18:20) | Hypo Tirol Volleyballteam        | 210    |
| 16.10.2022  | 16:00 | VCA Amstetten Niederösterreich   | 3:0 (25:18, 25:17, 25:12)               | VBK Wörther-See-Löwen Klagenfurt | 56     |
| 4. KOLEJKA  |       |                                  |                                         |                                  |        |
| 22.10.2022  | 17:15 | Hypo Tirol Volleyballteam        | 3:0 (25:23, 25:14, 25:22)               | SK Zadruga Aich/Dob              | 500    |
| 21.10.2022  | 20:30 | TSV Raiffeisen Hartberg          | 3:0 (25:23, 27:25, 25:22)               | UVC Holding Graz                 | 364    |
| 22.10.2022  | 19:00 | VBK Wörther-See-Löwen Klagenfurt | 0:3 (22:25, 19:25, 18:25)               | UVC McDonalds Ried/Innkreis      | 58     |
| 22.10.2022  | 19:00 | Union Raiffeisen Waldviertel     | 3:0 (25:23, 25:19, 25:22)               | VCA Amstetten Niederösterreich   | 485    |
| 22.10.2022  | 19:00 | TJ Sokol V/Post SV Wien          | 3:0 (25:17, 25:19, 25:19)               | VBC TLC Weiz                     | 63     |
| 5. KOLEJKA  |       |                                  |                                         |                                  |        |
| 06.11.2022  | 17:00 | VBC TLC Weiz                     | 3:0 (25:17, 25:21, 25:15)               | VBK Wörther-See-Löwen Klagenfurt | 101    |
| 14.11.2022  | 20:20 | UVC McDonalds Ried/Innkreis      | 3:0 (26:24, 26:24, 29:27)               | TJ Sokol V/Post SV Wien          | 900    |
| 05.11.2022  | 19:00 | SK Zadruga Aich/Dob              | 3:1 (22:25, 25:20, 25:14, 25:23)        | Union Raiffeisen Waldviertel     | 250    |
| 06.11.2022  | 16:00 | UVC Holding Graz                 | 0:3 (21:25, 20:25, 20:25)               | Hypo Tirol Volleyballteam        | 213    |
| 05.11.2022  | 18:30 | VCA Amstetten Niederösterreich   | 3:1 (25:22, 18:25, 25:19, 25:19)        | TSV Raiffeisen Hartberg          | 50     |
| 6. KOLEJKA  |       |                                  |                                         |                                  |        |
| 12.11.2022  | 18:00 | UVC McDonalds Ried/Innkreis      | 3:1 (26:28, 25:22, 25:23, 26:24)        | Union Raiffeisen Waldviertel     | 300    |
| 12.11.2022  | 20:00 | VBC TLC Weiz                     | 3:1 (21:25, 25:22, 25:14, 25:19)        | UVC Holding Graz                 | 134    |
| 12.11.2022  | 19:00 | VBK Wörther-See-Löwen Klagenfurt | 0:3 (22:25, 18:25, 23:25)               | SK Zadruga Aich/Dob              | 234    |
| 12.11.2022  | 18:00 | Hypo Tirol Volleyballteam        | 3:2 (25:22, 20:25, 25:18, 30:32, 15:9)  | VCA Amstetten Niederösterreich   | 300    |
| 12.11.2022  | 19:00 | TJ Sokol V/Post SV Wien          | 0:3 (19:25, 23:25, 19:25)               | TSV Raiffeisen Hartberg          | 76     |
| 7. KOLEJKA  |       |                                  |                                         |                                  |        |
| 20.11.2022  | 16:00 | UVC Holding Graz                 | 3:0 (25:18, 25:22, 25:17)               | VBK Wörther-See-Löwen Klagenfurt | 214    |
| 19.11.2022  | 19:00 | TSV Raiffeisen Hartberg          | 3:0 (25:18, 25:16, 26:24)               | UVC McDonalds Ried/Innkreis      | 371    |
| 20.11.2022  | 17:00 | VCA Amstetten Niederösterreich   | 1:3 (22:25, 23:25, 25:12, 19:25)        | TJ Sokol V/Post SV Wien          | 120    |
| 19.11.2022  | 20:20 | Union Raiffeisen Waldviertel     | 0:3 (18:25, 16:25, 20:25)               | Hypo Tirol Volleyballteam        | 562    |
| 19.11.2022  | 19:00 | SK Zadruga Aich/Dob              | 3:0 (25:19, 25:21, 25:20)               | VBC TLC Weiz                     | bd.    |
| 8. KOLEJKA  |       |                                  |                                         |                                  |        |
| 26.11.2022  | 18:00 | Hypo Tirol Volleyballteam        | 3:0 (25:16, 25:18, 25:22)               | VBC TLC Weiz                     | 400    |
| 26.11.2022  | 16:30 | TJ Sokol V/Post SV Wien          | 3:2 (25:16, 27:29, 23:25, 25:14, 15:11) | VBK Wörther-See-Löwen Klagenfurt | 75     |
| 26.11.2022  | 18:00 | UVC McDonalds Ried/Innkreis      | 2:3 (25:27, 25:23, 25:14, 20:25, 13:15) | UVC Holding Graz                 | 232    |
| 26.11.2022  | 18:30 | VCA Amstetten Niederösterreich   | 3:1 (25:16, 23:25, 25:19, 25:23)        | SK Zadruga Aich/Dob              | 70     |
| 26.11.2022  | 19:00 | TSV Raiffeisen Hartberg          | 3:1 (25:21, 25:20, 22:25, 25:22)        | Union Raiffeisen Waldviertel     | 211    |
| 9. KOLEJKA  |       |                                  |                                         |                                  |        |
| 03.12.2022  | 19:00 | VBC TLC Weiz                     | 1:3 (23:25, 26:24, 23:25, 20:25)        | UVC McDonalds Ried/Innkreis      | 164    |
| 03.12.2022  | 19:00 | VBK Wörther-See-Löwen Klagenfurt | 0:3 (14:25, 11:25, 18:25)               | Hypo Tirol Volleyballteam        | 60     |
| 03.12.2022  | 19:00 | Union Raiffeisen Waldviertel     | 3:2 (25:20, 23:25, 24:26, 25:18, 15:9)  | TJ Sokol V/Post SV Wien          | 353    |
| 03.12.2022  | 20:00 | UVC Holding Graz                 | 0:3 (26:28, 23:25, 16:25)               | VCA Amstetten Niederösterreich   | 145    |
| 03.12.2022  | 19:00 | SK Zadruga Aich/Dob              | 1:3 (30:32, 25:19, 19:25, 23:25)        | TSV Raiffeisen Hartberg          | 153    |
| 10. KOLEJKA |       |                                  |                                         |                                  |        |
| 10.12.2022  | 18:30 | VCA Amstetten Niederösterreich   | 3:1 (25:23, 28:30, 25:19, 25:18)        | VBC TLC Weiz                     | 75     |
| 10.12.2022  | 19:00 | SK Zadruga Aich/Dob              | 3:0 (25:16, 25:23, 25:19)               | UVC McDonalds Ried/Innkreis      | 168    |
| 10.12.2022  | 19:00 | TJ Sokol V/Post SV Wien          | 0:3 (23:25, 20:25, 22:25)               | UVC Holding Graz                 | 82     |
| 10.12.2022  | 19:00 | TSV Raiffeisen Hartberg          | 2:3 (17:25, 25:21, 25:19, 23:25, 19:21) | Hypo Tirol Volleyballteam        | bd.    |
| 10.12.2022  | 19:00 | Union Raiffeisen Waldviertel     | 3:0 (25:21, 25:20, 25:16)               | VBK Wörther-See-Löwen Klagenfurt | 312    |
| 11. KOLEJKA |       |                                  |                                         |                                  |        |
| 17.12.2022  | 20:00 | UVC Holding Graz                 | 0:3 (17:25, 19:25, 19:25)               | SK Zadruga Aich/Dob              | 264    |
| 19.12.2022  | 20:20 | UVC McDonalds Ried/Innkreis      | 3:0 (25:23, 25:22, 25:19)               | VCA Amstetten Niederösterreich   | 750    |
| 17.12.2022  | 20:00 | VBC TLC Weiz                     | 1:3 (22:25, 25:20, 17:25, 25:27)        | Union Raiffeisen Waldviertel     | 67     |
| 08.10.2022  | 19:00 | VBK Wörther-See-Löwen Klagenfurt | 1:3 (22:25, 25:21, 16:25, 15:25)        | TSV Raiffeisen Hartberg          | bd.    |
| 17.12.2022  | 17:30 | Hypo Tirol Volleyballteam        | 3:0 (25:17, 25:21, 25:17)               | TJ Sokol V/Post SV Wien          | 350    |
| 12. KOLEJKA |       |                                  |                                         |                                  |        |
| 07.01.2023  | 19:00 | Union Raiffeisen Waldviertel     | 0:3 (21:25, 20:25, 22:25)               | UVC Holding Graz                 | 384    |
| 07.01.2023  | 16:30 | TJ Sokol V/Post SV Wien          | 0:3 (23:25, 22:25, 17:25)               | SK Zadruga Aich/Dob              | 91     |
| 07.01.2023  | 19:00 | TSV Raiffeisen Hartberg          | 3:2 (21:25, 27:25, 20:25, 25:23, 15:12) | VBC TLC Weiz                     | 432    |
| 07.01.2023  | 18:00 | Hypo Tirol Volleyballteam        | 3:0 (25:15, 25:18, 25:19)               | UVC McDonalds Ried/Innkreis      | 300    |
| 07.01.2023  | 19:00 | VBK Wörther-See-Löwen Klagenfurt | 0:3 (29:31, 17:25, 19:25)               | VCA Amstetten Niederösterreich   | 30     |
| 13. KOLEJKA |       |                                  |                                         |                                  |        |
| 14.01.2023  | 19:00 | SK Zadruga Aich/Dob              | 0:3 (23:25, 15:25, 24:26)               | Hypo Tirol Volleyballteam        | 300    |
| 14.01.2023  | 17:30 | UVC Holding Graz                 | 1:3 (27:25, 25:27, 27:29, 22:25)        | TSV Raiffeisen Hartberg          | 822    |
| 14.01.2023  | 18:00 | UVC McDonalds Ried/Innkreis      | 3:0 (25:18, 25:18, 25:16)               | VBK Wörther-See-Löwen Klagenfurt | 300    |
| 15.01.2023  | 17:00 | VCA Amstetten Niederösterreich   | 2:3 (24:26, 25:20, 23:25, 25:16, 13:15) | Union Raiffeisen Waldviertel     | bd.    |
| 14.01.2023  | 19:00 | VBC TLC Weiz                     | 3:1 (16:25, 25:19, 25:22, 25:18)        | TJ Sokol V/Post SV Wien          | 51     |
| 14. KOLEJKA |       |                                  |                                         |                                  |        |
| 21.01.2023  | 19:00 | VBK Wörther-See-Löwen Klagenfurt | 1:3 (25:27, 21:25, 25:20, 19:25)        | VBC TLC Weiz                     | 104    |
| 21.01.2023  | 19:00 | TJ Sokol V/Post SV Wien          | 1:3 (25:27, 25:22, 18:25, 23:25)        | UVC McDonalds Ried/Innkreis      | 236    |
| 21.01.2023  | 19:00 | Union Raiffeisen Waldviertel     | 2:3 (22:25, 17:25, 25:18, 25:20, 10:15) | SK Zadruga Aich/Dob              | 532    |
| 21.01.2023  | 18:00 | Hypo Tirol Volleyballteam        | 3:0 (25:18, 25:20, 25:15)               | UVC Holding Graz                 | 300    |
| 24.01.2023  | 19:30 | TSV Raiffeisen Hartberg          | 1:3 (25:15, 15:25, 17:25, 22:25)        | VCA Amstetten Niederösterreich   | 222    |
| 15. KOLEJKA |       |                                  |                                         |                                  |        |
| 29.01.2023  | 17:00 | Union Raiffeisen Waldviertel     | 2:3 (29:27, 21:25, 25:27, 25:18, 10:15) | UVC McDonalds Ried/Innkreis      | 348    |
| 28.01.2023  | 20:00 | UVC Holding Graz                 | 1:3 (12:25, 29:27, 21:25, 22:25)        | VBC TLC Weiz                     | 513    |
| 28.01.2023  | 19:00 | SK Zadruga Aich/Dob              | 3:0 (25:20, 25:15, 25:17)               | VBK Wörther-See-Löwen Klagenfurt | 334    |
| 28.01.2023  | 18:30 | VCA Amstetten Niederösterreich   | 3:2 (25:22, 15:25, 25:21, 19:25, 15:13) | Hypo Tirol Volleyballteam        | 103    |
| 01.02.2023  | 20:30 | TSV Raiffeisen Hartberg          | 3:0 (25:20, 31:29, 25:22)               | TJ Sokol V/Post SV Wien          | 137    |
| 16. KOLEJKA |       |                                  |                                         |                                  |        |
| 04.02.2023  | 19:00 | VBK Wörther-See-Löwen Klagenfurt | 3:2 (19:25, 25:21, 23:25, 25:21, 15:12) | UVC Holding Graz                 | 68     |
| 04.02.2023  | 18:00 | UVC McDonalds Ried/Innkreis      | 2:3 (22:25, 22:25, 25:21, 26:24, 14:16) | TSV Raiffeisen Hartberg          | 750    |
| 04.02.2023  | 19:00 | TJ Sokol V/Post SV Wien          | 1:3 (13:25, 27:29, 25:22, 33:35)        | VCA Amstetten Niederösterreich   | 123    |
| 04.02.2023  | 18:00 | Hypo Tirol Volleyballteam        | 3:0 (27:25, 25:20, 25:20)               | Union Raiffeisen Waldviertel     | 500    |
| 04.02.2023  | 19:00 | VBC TLC Weiz                     | 0:3 (19:25, 23:25, 15:25)               | SK Zadruga Aich/Dob              | 220    |
| 17. KOLEJKA |       |                                  |                                         |                                  |        |
| 11.02.2023  | 18:00 | VBC TLC Weiz                     | 1:3 (20:25, 17:25, 26:24, 26:28)        | Hypo Tirol Volleyballteam        | 185    |
| 11.02.2023  | 16:30 | VBK Wörther-See-Löwen Klagenfurt | 3:2 (25:21, 22:25, 25:20, 21:25, 15:11) | TJ Sokol V/Post SV Wien          | 112    |
| 12.02.2023  | 18:30 | UVC Holding Graz                 | 1:3 (27:29, 17:25, 25:22, 16:25)        | UVC McDonalds Ried/Innkreis      | 341    |
| 11.02.2023  | 19:00 | SK Zadruga Aich/Dob              | 3:0 (25:21, 25:20, 25:21)               | VCA Amstetten Niederösterreich   | bd.    |
| 11.02.2023  | 19:00 | Union Raiffeisen Waldviertel     | 1:3 (17:25, 17:25, 25:18, 22:25)        | TSV Raiffeisen Hartberg          | 425    |
| 18. KOLEJKA |       |                                  |                                         |                                  |        |
| 18.02.2023  | 19:30 | UVC McDonalds Ried/Innkreis      | 3:1 (25:23, 16:25, 25:23, 25:17)        | VBC TLC Weiz                     | 350    |
| 18.02.2023  | 18:00 | Hypo Tirol Volleyballteam        | 3:0 (25:15, 25:15, 25:12)               | VBK Wörther-See-Löwen Klagenfurt | 300    |
| 18.02.2023  | 16:30 | TJ Sokol V/Post SV Wien          | 3:1 (21:25, 26:24, 25:23, 29:27)        | Union Raiffeisen Waldviertel     | 207    |
| 19.02.2023  | 17:00 | VCA Amstetten Niederösterreich   | 3:2 (25:14, 24:26, 23:25, 25:21, 15:13) | UVC Holding Graz                 | 95     |
| 19.02.2023  | 18:30 | TSV Raiffeisen Hartberg          | 3:1 (20:25, 26:24, 25:22, 25:19)        | SK Zadruga Aich/Dob              | bd.    |

### Tabela
| Lp. | Drużyna                          | Pkt | Mecze | Mecze | Mecze | Rodzaj wyniku | Rodzaj wyniku | Rodzaj wyniku | Rodzaj wyniku | Rodzaj wyniku | Rodzaj wyniku | Sety | Sety | Sety  | Małe punkty | Małe punkty | Małe punkty |
| Lp. | Drużyna                          | Pkt | M     | W     | P     | 3:0           | 3:1           | 3:2           | 2:3           | 1:3           | 0:3           | wyg. | prz. | stos. | zdob.       | str.        | stos.       |
| --- | -------------------------------- | --- | ----- | ----- | ----- | ------------- | ------------- | ------------- | ------------- | ------------- | ------------- | ---- | ---- | ----- | ----------- | ----------- | ----------- |
| 1   | Hypo Tirol Volleyballteam        | 49  | 18    | 17    | 1     | 12            | 2             | 3             | 1             | 0             | 0             | 53   | 11   | 4.82  | 1550        | 1264        | 1.23        |
| 2   | TSV Raiffeisen Hartberg          | 40  | 18    | 14    | 4     | 5             | 6             | 3             | 1             | 2             | 1             | 46   | 24   | 1.92  | 1642        | 1546        | 1.06        |
| 3   | SK Zadruga Aich/Dob              | 35  | 18    | 12    | 6     | 10            | 1             | 1             | 0             | 4             | 2             | 40   | 21   | 1.9   | 1421        | 1313        | 1.08        |
| 4   | VCA Amstetten Niederösterreich   | 35  | 18    | 12    | 6     | 4             | 5             | 3             | 2             | 1             | 3             | 41   | 29   | 1.41  | 1623        | 1507        | 1.08        |
| 5   | UVC McDonalds Ried/Innkreis      | 35  | 18    | 11    | 7     | 4             | 6             | 1             | 3             | 0             | 4             | 39   | 29   | 1.34  | 1562        | 1520        | 1.03        |
| 6   | Union Raiffeisen Waldviertel     | 24  | 18    | 8     | 10    | 5             | 1             | 2             | 2             | 5             | 3             | 33   | 35   | 0.94  | 1526        | 1535        | 0.99        |
| 7   | VBC TLC Weiz                     | 18  | 18    | 5     | 13    | 1             | 4             | 0             | 3             | 5             | 5             | 26   | 43   | 0.6   | 1528        | 1598        | 0.96        |
| 8   | UVC Holding Graz                 | 16  | 18    | 5     | 13    | 4             | 0             | 1             | 2             | 4             | 7             | 23   | 41   | 0.56  | 1390        | 1510        | 0.92        |
| 9   | TJ Sokol V/Post SV Wien          | 13  | 18    | 4     | 14    | 1             | 2             | 1             | 2             | 4             | 8             | 20   | 46   | 0.43  | 1445        | 1572        | 0.92        |
| 10  | VBK Wörther-See-Löwen Klagenfurt | 5   | 18    | 2     | 16    | 0             | 0             | 2             | 1             | 2             | 13            | 10   | 52   | 0.19  | 1173        | 1495        | 0.78        |

Źródło: ÖVV (niem.) / ÖVV – VolleyStation (ang.)
Punktacja: 3:0 i 3:1 – 3 pkt; 3:2 – 2 pkt; 2:3 – 1 pkt; 1:3 i 0:3 – 0 pkt
Zasady ustalania kolejności: 1. liczba punktów; 2. liczba zwycięstw; 3. stosunek setów; 4. stosunek małych punktów; 5. bilans w bezpośrednich meczach
     Faza play-off
     Baraże

## Faza play-off

### Drabinka
|  |              |                                |              |                             |              |   |   |                             |                             |                             |                             |                             |                         |                         |                         |                         |                         |                    |                    |                    |                    |                    |        |        |        |
|  | Ćwierćfinały | Ćwierćfinały                   | Ćwierćfinały | Ćwierćfinały                | Ćwierćfinały |   |   | Półfinały                   | Półfinały                   | Półfinały                   | Półfinały                   | Półfinały                   | Półfinały               | Półfinały               |                         |                         | Finały                  | Finały             | Finały             | Finały             | Finały             | Finały             | Finały | Finały | Finały |
|  | Ćwierćfinały | Ćwierćfinały                   | Ćwierćfinały | Ćwierćfinały                | Ćwierćfinały |   |   | Półfinały                   | Półfinały                   | Półfinały                   | Półfinały                   | Półfinały                   | Półfinały               | Półfinały               |                         |                         | Finały                  | Finały             | Finały             | Finały             | Finały             | Finały             | Finały | Finały | Finały |
|  |              |                                |              |                             |              |   |   |                             |                             |                             |                             |                             |                         |                         |                         |                         |                         |                    |                    |                    |                    |                    |        |        |        |
|  |              |                                |              |                             |              |   |   |                             |                             |                             |                             |                             |                         |                         |                         |                         |                         |                    |                    |                    |                    |                    |        |        |        |
|  | 1            | Hypo Tirol Volleyballteam      | 3            | 3                           |              |   |   |                             |                             |                             |                             |                             |                         |                         |                         |                         |                         |                    |                    |                    |                    |                    |        |        |        |
|  | 1            | Hypo Tirol Volleyballteam      | 3            | 3                           |              |   |   |                             |                             |                             |                             |                             |                         |                         |                         |                         |                         |                    |                    |                    |                    |                    |        |        |        |
|  | 8            | UVC Holding Graz               | 0            | 1                           |              |   |   |                             |                             |                             |                             |                             |                         |                         |                         |                         |                         |                    |                    |                    |                    |                    |        |        |        |
|  | 8            | UVC Holding Graz               | 0            | 1                           |              |   | 1 | Hypo Tirol Volleyballteam   | 3                           | 3                           | 3                           |                             |                         |                         |                         |                         |                         |                    |                    |                    |                    |                    |        |        |        |
|  |              |                                |              |                             |              |   | 1 | Hypo Tirol Volleyballteam   | 3                           | 3                           | 3                           |                             |                         |                         |                         |                         |                         |                    |                    |                    |                    |                    |        |        |        |
|  |              |                                | 5            | UVC McDonalds Ried/Innkreis | 0            | 2 | 2 |                             |                             |                             |                             |                             |                         |                         |                         |                         |                         |                    |                    |                    |                    |                    |        |        |        |
|  | 4            | VCA Amstetten Niederösterreich | 5            | UVC McDonalds Ried/Innkreis | 0            | 2 | 2 | 0                           | 1                           |                             |                             |                             |                         |                         |                         |                         |                         |                    |                    |                    |                    |                    |        |        |        |
|  | 4            | VCA Amstetten Niederösterreich |              |                             |              |   |   |                             |                             |                             |                             |                             |                         |                         |                         |                         |                         |                    |                    |                    |                    |                    |        |        |        |
|  | 5            | UVC McDonalds Ried/Innkreis    | 3            | 3                           |              |   |   |                             |                             |                             |                             |                             |                         |                         |                         |                         |                         |                    |                    |                    |                    |                    |        |        |        |
|  | 5            | UVC McDonalds Ried/Innkreis    | 3            | 3                           |              |   | 1 | Hypo Tirol Volleyballteam   | 3                           | 1                           | 3                           | 3                           | 3                       |                         |                         |                         |                         |                    |                    |                    |                    |                    |        |        |        |
|  |              |                                |              |                             |              |   |   |                             |                             |                             |                             |                             |                         |                         |                         |                         |                         |                    |                    |                    |                    |                    |        |        |        |
|  |              |                                | 3            | SK Zadruga Aich/Dob         | 1            | 3 | 2 | 0                           | 1                           |                             |                             |                             |                         |                         |                         |                         |                         |                    |                    |                    |                    |                    |        |        |        |
|  | 2            | TSV Raiffeisen Hartberg        | 3            | SK Zadruga Aich/Dob         | 1            | 3 | 2 | 0                           | 1                           | 3                           | 3                           |                             |                         |                         |                         |                         |                         |                    |                    |                    |                    |                    |        |        |        |
|  | 2            | TSV Raiffeisen Hartberg        |              |                             |              |   |   |                             |                             |                             |                             |                             |                         |                         |                         |                         |                         |                    |                    |                    |                    |                    |        |        |        |
|  | 7            | VBC TLC Weiz                   | 2            | 0                           |              |   |   |                             |                             |                             |                             |                             |                         |                         |                         |                         |                         |                    |                    |                    |                    |                    |        |        |        |
|  | 7            | VBC TLC Weiz                   | 2            | 0                           |              |   | 2 | TSV Raiffeisen Hartberg     | 3                           | 1                           | 0                           | 0                           |                         | Mecze o 3. miejsce      | Mecze o 3. miejsce      | Mecze o 3. miejsce      | Mecze o 3. miejsce      | Mecze o 3. miejsce | Mecze o 3. miejsce | Mecze o 3. miejsce | Mecze o 3. miejsce | Mecze o 3. miejsce |        |        |        |
|  |              |                                |              |                             |              |   | 2 | TSV Raiffeisen Hartberg     | 3                           | 1                           | 0                           | 0                           |                         | Mecze o 3. miejsce      | Mecze o 3. miejsce      | Mecze o 3. miejsce      | Mecze o 3. miejsce      | Mecze o 3. miejsce | Mecze o 3. miejsce | Mecze o 3. miejsce | Mecze o 3. miejsce | Mecze o 3. miejsce |        |        |        |
|  |              |                                | 3            | SK Zadruga Aich/Dob         | 1            | 3 | 3 | 3                           |                             |                             |                             |                             |                         |                         |                         |                         |                         |                    |                    |                    |                    |                    |        |        |        |
|  | 3            | SK Zadruga Aich/Dob            | 3            | SK Zadruga Aich/Dob         | 1            | 3 | 3 | 3                           | 3                           | 3                           |                             |                             |                         |                         |                         |                         |                         |                    |                    |                    |                    |                    |        |        |        |
|  | 3            | SK Zadruga Aich/Dob            |              |                             |              |   |   |                             |                             |                             |                             | 2                           | TSV Raiffeisen Hartberg | TSV Raiffeisen Hartberg | TSV Raiffeisen Hartberg | TSV Raiffeisen Hartberg | TSV Raiffeisen Hartberg | 3                  | 3                  |                    |                    |                    |        |        |        |
|  | 6            | Union Raiffeisen Waldviertel   | 2            | 0                           |              |   |   |                             |                             |                             |                             | 2                           | TSV Raiffeisen Hartberg | TSV Raiffeisen Hartberg | TSV Raiffeisen Hartberg | TSV Raiffeisen Hartberg | TSV Raiffeisen Hartberg | 3                  | 3                  |                    |                    |                    |        |        |        |
|  | 6            | Union Raiffeisen Waldviertel   | 2            | 0                           |              |   | 5 | UVC McDonalds Ried/Innkreis | UVC McDonalds Ried/Innkreis | UVC McDonalds Ried/Innkreis | UVC McDonalds Ried/Innkreis | UVC McDonalds Ried/Innkreis | 2                       | 0                       |                         |                         |                         |                    |                    |                    |                    |                    |        |        |        |
|  |              |                                |              |                             |              |   | 5 | UVC McDonalds Ried/Innkreis | UVC McDonalds Ried/Innkreis | UVC McDonalds Ried/Innkreis | UVC McDonalds Ried/Innkreis | UVC McDonalds Ried/Innkreis | 2                       | 0                       |                         |                         |                         |                    |                    |                    |                    |                    |        |        |        |

|  |                     |                                |                     |                              |                     |                    |   |                    |                                |                    |                    |                    |
|  | Mecze o miejsca 5-8 | Mecze o miejsca 5-8            | Mecze o miejsca 5-8 | Mecze o miejsca 5-8          | Mecze o miejsca 5-8 |                    |   | Mecze o 5. miejsce | Mecze o 5. miejsce             | Mecze o 5. miejsce | Mecze o 5. miejsce | Mecze o 5. miejsce |
|  | Mecze o miejsca 5-8 | Mecze o miejsca 5-8            | Mecze o miejsca 5-8 | Mecze o miejsca 5-8          | Mecze o miejsca 5-8 |                    |   | Mecze o 5. miejsce | Mecze o 5. miejsce             | Mecze o 5. miejsce | Mecze o 5. miejsce | Mecze o 5. miejsce |
|  |                     |                                |                     |                              |                     |                    |   |                    |                                |                    |                    |                    |
|  |                     |                                |                     |                              |                     |                    |   |                    |                                |                    |                    |                    |
|  | 4                   | VCA Amstetten Niederösterreich | 3                   | 3                            | 6                   |                    |   |                    |                                |                    |                    |                    |
|  | 4                   | VCA Amstetten Niederösterreich | 3                   | 3                            | 6                   |                    |   |                    |                                |                    |                    |                    |
|  | 8                   | UVC Holding Graz               | 1                   | 0                            | 0                   |                    |   |                    |                                |                    |                    |                    |
|  | 8                   | UVC Holding Graz               | 1                   | 0                            | 0                   |                    |   | 4                  | VCA Amstetten Niederösterreich | 3                  | 3                  | 6                  |
|  |                     |                                |                     |                              |                     |                    |   | 4                  | VCA Amstetten Niederösterreich | 3                  | 3                  | 6                  |
|  |                     |                                | 6                   | Union Raiffeisen Waldviertel | 0                   | 0                  | 0 |                    |                                |                    |                    |                    |
|  | 6                   | Union Raiffeisen Waldviertel   | 6                   | Union Raiffeisen Waldviertel | 0                   | 0                  | 0 | 3                  | 3                              | 6                  |                    |                    |
|  | 6                   | Union Raiffeisen Waldviertel   |                     |                              |                     |                    |   |                    |                                | 6                  |                    |                    |
|  | 7                   | VBC TLC Weiz                   | 0                   | 0                            | 0                   |                    |   |                    |                                |                    |                    |                    |
|  | 7                   | VBC TLC Weiz                   | 0                   | 0                            | 0                   | Mecze o 7. miejsce |   |                    |                                |                    |                    |                    |
|  |                     |                                |                     |                              |                     |                    |   |                    |                                |                    |                    |                    |
|  |                     |                                |                     |                              |                     |                    |   |                    |                                |                    |                    |                    |
|  |                     |                                |                     |                              |                     |                    |   |                    |                                |                    |                    |                    |
|  | 7                   | VBC TLC Weiz                   | 2                   | 0                            | 1                   |                    |   |                    |                                |                    |                    |                    |
|  | 7                   | VBC TLC Weiz                   | 2                   | 0                            | 1                   |                    |   |                    |                                |                    |                    |                    |
|  | 8                   | UVC Holding Graz               | 3                   | 3                            | 5                   |                    |   |                    |                                |                    |                    |                    |
|  | 8                   | UVC Holding Graz               | 3                   | 3                            | 5                   |                    |   |                    |                                |                    |                    |                    |

### I runda

#### Ćwierćfinały
(do dwóch zwycięstw)
| Data                               | Godz.                              | Gospodarz                          | Rezultat                                | Gość                             | Widzów                           |
| ---------------------------------- | ---------------------------------- | ---------------------------------- | --------------------------------------- | -------------------------------- | -------------------------------- |
| Hypo Tirol Volleyballteam (1)      | Hypo Tirol Volleyballteam (1)      | Hypo Tirol Volleyballteam (1)      | 2 – 0                                   | (8) UVC Holding Graz             | (8) UVC Holding Graz             |
| 04.03.2023                         | 19:00                              | UVC Holding Graz                   | 0:3 (14:25, 19:25, 21:25)               | Hypo Tirol Volleyballteam        | 421                              |
| 11.03.2023                         | 20:00                              | Hypo Tirol Volleyballteam          | 3:1 (25:18, 24:26, 25:21, 25:13)        | UVC Holding Graz                 | 300                              |
| VCA Amstetten Niederösterreich (4) | VCA Amstetten Niederösterreich (4) | VCA Amstetten Niederösterreich (4) | 0 – 2                                   | (5) UVC McDonalds Ried/Innkreis  | (5) UVC McDonalds Ried/Innkreis  |
| 04.03.2023                         | 19:30                              | UVC McDonalds Ried/Innkreis        | 3:0 (25:22, 25:18, 36:34)               | VCA Amstetten Niederösterreich   | 718                              |
| 11.03.2023                         | 20:00                              | VCA Amstetten Niederösterreich     | 1:3 (23:25, 25:21, 19:25, 23:25)        | UVC McDonalds Ried/Innkreis      | bd.                              |
| TSV Raiffeisen Hartberg (2)        | TSV Raiffeisen Hartberg (2)        | TSV Raiffeisen Hartberg (2)        | 2 – 0                                   | (7) VBC TLC Weiz                 | (7) VBC TLC Weiz                 |
| 04.03.2023                         | 20:00                              | VBC TLC Weiz                       | 2:3 (24:26, 28:26, 16:25, 25:23, 6:15)  | TSV Raiffeisen Hartberg          | 212                              |
| 11.03.2023                         | 19:00                              | TSV Raiffeisen Hartberg            | 3:0 (25:21, 25:20, 25:16)               | VBC TLC Weiz                     | 736                              |
| SK Zadruga Aich/Dob (3)            | SK Zadruga Aich/Dob (3)            | SK Zadruga Aich/Dob (3)            | 2 – 0                                   | (6) Union Raiffeisen Waldviertel | (6) Union Raiffeisen Waldviertel |
| 04.03.2023                         | 19:00                              | Union Raiffeisen Waldviertel       | 2:3 (25:21, 20:25, 18:25, 25:20, 22:24) | SK Zadruga Aich/Dob              | 612                              |
| 11.03.2023                         | 19:00                              | SK Zadruga Aich/Dob                | 3:0 (25:19, 25:16, 25:22)               | Union Raiffeisen Waldviertel     | 580                              |

### II runda

#### Półfinały
(do trzech zwycięstw)
| Data                          | Godz.                         | Gospodarz                     | Rezultat                                | Gość                            | Widzów                          |
| ----------------------------- | ----------------------------- | ----------------------------- | --------------------------------------- | ------------------------------- | ------------------------------- |
| Hypo Tirol Volleyballteam (1) | Hypo Tirol Volleyballteam (1) | Hypo Tirol Volleyballteam (1) | 3 – 0                                   | (5) UVC McDonalds Ried/Innkreis | (5) UVC McDonalds Ried/Innkreis |
| 18.03.2023                    | 18:00                         | Hypo Tirol Volleyballteam     | 3:0 (25:23, 25:15, 25:15)               | UVC McDonalds Ried/Innkreis     | 500                             |
| 22.03.2023                    | 19:00                         | UVC McDonalds Ried/Innkreis   | 2:3 (14:25, 25:22, 19:25, 25:23, 12:15) | Hypo Tirol Volleyballteam       | bd.                             |
| 25.03.2023                    | 20:00                         | Hypo Tirol Volleyballteam     | 3:2 (25:19, 22:25, 25:16, 22:25, 15:12) | UVC McDonalds Ried/Innkreis     | 380                             |
| TSV Raiffeisen Hartberg (2)   | TSV Raiffeisen Hartberg (2)   | TSV Raiffeisen Hartberg (2)   | 1 – 3                                   | (3) SK Zadruga Aich/Dob         | (3) SK Zadruga Aich/Dob         |
| 18.03.2023                    | 19:30                         | TSV Raiffeisen Hartberg       | 3:1 (25:22, 18:25, 25:23, 25:22)        | SK Zadruga Aich/Dob             | bd.                             |
| 22.03.2023                    | 19:00                         | SK Zadruga Aich/Dob           | 3:1 (25:18, 27:25, 34:36, 25:20)        | TSV Raiffeisen Hartberg         | bd.                             |
| 25.03.2023                    | 17:30                         | TSV Raiffeisen Hartberg       | 0:3 (23:25, 20:25, 28:30)               | SK Zadruga Aich/Dob             | bd.                             |
| 29.03.2023                    | 19:00                         | SK Zadruga Aich/Dob           | 3:0 (25:19, 27:25, 25:20)               | TSV Raiffeisen Hartberg         | bd.                             |

#### Mecze o miejsca 5-8
(dwumecze)
| Data                               | Godz.                              | Gospodarz                          | Rezultat                         | Gość                           | Widzów               |
| ---------------------------------- | ---------------------------------- | ---------------------------------- | -------------------------------- | ------------------------------ | -------------------- |
| VCA Amstetten Niederösterreich (4) | VCA Amstetten Niederösterreich (4) | VCA Amstetten Niederösterreich (4) | 6 – 0                            | (8) UVC Holding Graz           | (8) UVC Holding Graz |
| 20.03.2023                         | 17:35                              | UVC Holding Graz                   | 1:3 (25:17, 17:25, 23:25, 18:25) | VCA Amstetten Niederösterreich | 742                  |
| 25.03.2023                         | 18:30                              | VCA Amstetten Niederösterreich     | 3:0 (25:17, 29:27, 25:16)        | UVC Holding Graz               | bd.                  |
| Union Raiffeisen Waldviertel (6)   | Union Raiffeisen Waldviertel (6)   | Union Raiffeisen Waldviertel (6)   | 6 – 0                            | (7) VBC TLC Weiz               | (7) VBC TLC Weiz     |
| 18.03.2023                         | 19:00                              | VBC TLC Weiz                       | 0:3 (24:26, 20:25, 27:29)        | Union Raiffeisen Waldviertel   | bd.                  |
| 25.03.2023                         | 19:00                              | Union Raiffeisen Waldviertel       | 3:0 (25:12, 25:20, 25:23)        | VBC TLC Weiz                   | 396                  |

### III runda

#### Finały
(do czterech zwycięstw)
| Data                          | Godz.                         | Gospodarz                     | Rezultat                                | Gość                      | Widzów                  |
| ----------------------------- | ----------------------------- | ----------------------------- | --------------------------------------- | ------------------------- | ----------------------- |
| Hypo Tirol Volleyballteam (1) | Hypo Tirol Volleyballteam (1) | Hypo Tirol Volleyballteam (1) | 4 – 1                                   | (3) SK Zadruga Aich/Dob   | (3) SK Zadruga Aich/Dob |
| 05.04.2023                    | 20:25                         | Hypo Tirol Volleyballteam     | 3:1 (25:19, 20:25, 25:18, 25:22)        | SK Zadruga Aich/Dob       | 800                     |
| 08.04.2023                    | 20:25                         | SK Zadruga Aich/Dob           | 3:1 (15:25, 29:27, 25:17, 25:20)        | Hypo Tirol Volleyballteam | 1050                    |
| 15.04.2023                    | 20:25                         | Hypo Tirol Volleyballteam     | 3:2 (25:19, 18:25, 25:15, 17:25, 15:13) | SK Zadruga Aich/Dob       | 950                     |
| 19.04.2023                    | 20:25                         | SK Zadruga Aich/Dob           | 0:3 (21:25, 15:25, 23:25)               | Hypo Tirol Volleyballteam | 1111                    |
| 22.04.2023                    | 20:25                         | Hypo Tirol Volleyballteam     | 3:1 (25:19, 18:25, 25:21, 25:13)        | SK Zadruga Aich/Dob       | 1286                    |

#### Mecze o 3. miejsce
(do dwóch zwycięstw)
| Data                        | Godz.                       | Gospodarz                   | Rezultat                                | Gość                            | Widzów                          |
| --------------------------- | --------------------------- | --------------------------- | --------------------------------------- | ------------------------------- | ------------------------------- |
| TSV Raiffeisen Hartberg (2) | TSV Raiffeisen Hartberg (2) | TSV Raiffeisen Hartberg (2) | 2 – 0                                   | (5) UVC McDonalds Ried/Innkreis | (5) UVC McDonalds Ried/Innkreis |
| 15.04.2023                  | 18:00                       | UVC McDonalds Ried/Innkreis | 2:3 (25:23, 25:22, 22:25, 20:25, 11:15) | TSV Raiffeisen Hartberg         | 750                             |
| 20.04.2023                  | 19:00                       | TSV Raiffeisen Hartberg     | 3:0 (25:23, 25:12, 25:19)               | UVC McDonalds Ried/Innkreis     | 782                             |

#### Mecze o 5. miejsce
(dwumecz)
| Data                               | Godz.                              | Gospodarz                          | Rezultat                  | Gość                             | Widzów                           |
| ---------------------------------- | ---------------------------------- | ---------------------------------- | ------------------------- | -------------------------------- | -------------------------------- |
| VCA Amstetten Niederösterreich (4) | VCA Amstetten Niederösterreich (4) | VCA Amstetten Niederösterreich (4) | 6 – 0                     | (6) Union Raiffeisen Waldviertel | (6) Union Raiffeisen Waldviertel |
| 08.04.2023                         | 19:00                              | Union Raiffeisen Waldviertel       | 0:3 (23:25, 19:25, 18:25) | VCA Amstetten Niederösterreich   | 385                              |
| 16.04.2023                         | 16:30                              | VCA Amstetten Niederösterreich     | 3:0 (25:18, 28:26, 25:18) | Union Raiffeisen Waldviertel     | bd.                              |

#### Mecze o 7. miejsce
(dwumecz)
| Data             | Godz.            | Gospodarz        | Rezultat                               | Gość                 | Widzów               |
| ---------------- | ---------------- | ---------------- | -------------------------------------- | -------------------- | -------------------- |
| VBC TLC Weiz (7) | VBC TLC Weiz (7) | VBC TLC Weiz (7) | 1 – 5                                  | (8) UVC Holding Graz | (8) UVC Holding Graz |
| 02.04.2023       | 19:30            | UVC Holding Graz | 3:2 (25:23, 25:14, 22:25, 22:25, 15:9) | VBC TLC Weiz         | 312                  |
| 05.04.2023       | 19:00            | VBC TLC Weiz     | 0:3 (20:25, 29:31, 16:25)              | UVC Holding Graz     | 86                   |

## Klasyfikacja końcowa
| Poz. | Drużyna                          |
| ---- | -------------------------------- |
| 1.   | Hypo Tirol Volleyballteam        |
| 2.   | SK Zadruga Aich/Dob              |
| 3.   | TSV Raiffeisen Hartberg          |
| 4.   | UVC McDonalds Ried/Innkreis      |
| 5.   | VCA Amstetten Niederösterreich   |
| 6.   | Union Raiffeisen Waldviertel     |
| 7.   | UVC Holding Graz                 |
| 8.   | VBC TLC Weiz                     |
| 9.   | TJ Sokol V/Post SV Wien          |
| 10.  | VBK Wörther-See-Löwen Klagenfurt |

     Eliminacje Ligi Mistrzów 2023/2024
     Puchar CEV 2023/2024
     Puchar Challenge 2023/2024
     Baraże

## Baraże

### Tabela wyników
| Gospodarz \ Gość1                | SOK | KLG | SUP | HIB | HOT | HAU |
| -------------------------------- | --- | --- | --- | --- | --- | --- |
| TJ Sokol V/Post SV Wien          | -   | 3:2 | 3:1 | 3:0 | 3:1 | 3:0 |
| VBK Wörther-See-Löwen Klagenfurt | 3:2 | -   | 3:1 | 3:0 | 3:0 | 3:0 |
| supervolley OÖ/Wels/Steyr        | 0:3 | 2:3 | -   | 3:0 | 3:1 | 3:0 |
| SSV HIB Liebenau/HIB Volley Graz | 0:3 | 0:3 | 0:3 | -   | 3:1 | 3:1 |
| hotVolleys Wiedeń                | 0:3 | 0:3 | 0:3 | 3:0 | -   | 3:1 |
| VC Hausmannstätten               | 0:3 | 0:3 | 0:3 | 3:1 | 1:3 | -   |

Źródło: ÖVV – VolleyStation (ang.)
1 Drużyna gospodarzy jest wymieniona po lewej stronie tabeli.
Kolory:
  zwycięstwo gospodarzy 3:0 lub 3:1
  zwycięstwo gospodarzy 3:2
  zwycięstwo gości 3:0 lub 3:1
  zwycięstwo gości 3:2

### Terminarz i wyniki spotkań
| Data       | Godz. | Gospodarz                        | Rezultat                                | Gość                             |
| ---------- | ----- | -------------------------------- | --------------------------------------- | -------------------------------- |
| 08.10.2022 | 19:30 | hotVolleys Wiedeń                | 0:3 (23:25, 23:25, 19:25)               | supervolley OÖ/Wels/Steyr        |
| 19.11.2022 | 19:30 | SSV HIB Liebenau/HIB Volley Graz | 3:1 (25:17, 18:25, 25:23, 25:20)        | VC Hausmannstätten               |
| 26.11.2022 | 16:30 | TJ Sokol V/Post SV Wien          | 3:2 (25:16, 27:29, 23:25, 25:14, 15:11) | VBK Wörther-See-Löwen Klagenfurt |
| 04.12.2022 | 17:00 | supervolley OÖ/Wels/Steyr        | 3:1 (25:22, 17:25, 25:17, 25:21)        | hotVolleys Wiedeń                |
| 05.02.2023 | 17:30 | VC Hausmannstätten               | 3:1 (36:34, 19:25, 25:12, 25:23)        | SSV HIB Liebenau/HIB Volley Graz |
| 11.02.2023 | 16:30 | VBK Wörther-See-Löwen Klagenfurt | 3:2 (25:21, 22:25, 25:20, 21:25, 15:11) | TJ Sokol V/Post SV Wien          |
| 1. KOLEJKA |       |                                  |                                         |                                  |
| 04.03.2023 | 13:00 | SSV HIB Liebenau/HIB Volley Graz | 0:3 (22:25, 14:25, 23:25)               | VBK Wörther-See-Löwen Klagenfurt |
| 04.03.2023 | 14:30 | hotVolleys Wiedeń                | 0:3 (15:25, 20:25, 20:25)               | TJ Sokol V/Post SV Wien          |
| 04.03.2023 | 17:00 | VC Hausmannstätten               | 0:3 (17:25, 27:29, 15:25)               | supervolley OÖ/Wels/Steyr        |
| 2. KOLEJKA |       |                                  |                                         |                                  |
| 11.03.2023 | 17:00 | SSV HIB Liebenau/HIB Volley Graz | 3:1 (22:25, 25:19, 25:17, 25:20)        | hotVolleys Wiedeń                |
| 11.03.2023 | 18:00 | supervolley OÖ/Wels/Steyr        | 0:3 (17:25, 13:25, 23:25)               | TJ Sokol V/Post SV Wien          |
| 12.03.2023 | 17:30 | VC Hausmannstätten               | 0:3 (13:25, 20:25, 22:25)               | VBK Wörther-See-Löwen Klagenfurt |
| 3. KOLEJKA |       |                                  |                                         |                                  |
| 18.03.2023 | 17:00 | hotVolleys Wiedeń                | 3:1 (25:21, 21:25, 25:20, 25:21)        | VC Hausmannstätten               |
| 18.03.2023 | 19:00 | TJ Sokol V/Post SV Wien          | 3:0 (25:16, 25:21, 25:15)               | SSV HIB Liebenau/HIB Volley Graz |
| 18.03.2023 | 19:00 | VBK Wörther-See-Löwen Klagenfurt | 3:1 (25:16, 25:18, 20:25, 25:14)        | supervolley OÖ/Wels/Steyr        |
| 4. KOLEJKA |       |                                  |                                         |                                  |
| 25.03.2023 | 18:00 | supervolley OÖ/Wels/Steyr        | 3:0 (25:19, 25:23, 25:17)               | SSV HIB Liebenau/HIB Volley Graz |
| 25.03.2023 | 18:00 | VBK Wörther-See-Löwen Klagenfurt | 3:0 (25:16, 25:12, 25:17)               | hotVolleys Wiedeń                |
| 25.03.2023 | 19:00 | TJ Sokol V/Post SV Wien          | 3:0 (25:23, 25:21, 25:15)               | VC Hausmannstätten               |
| 5. KOLEJKA |       |                                  |                                         |                                  |
| 01.04.2023 | 14:30 | hotVolleys Wiedeń                | 0:3 (22:25, 24:26, 12:25)               | VBK Wörther-See-Löwen Klagenfurt |
| 01.04.2023 | 17:00 | SSV HIB Liebenau/HIB Volley Graz | 0:3 (23:25, 27:29, 16:25)               | supervolley OÖ/Wels/Steyr        |
| 01.04.2023 | 19:30 | VC Hausmannstätten               | 0:3 (19:25, 13:25, 14:25)               | TJ Sokol V/Post SV Wien          |
| 6. KOLEJKA |       |                                  |                                         |                                  |
| 15.04.2023 | 18:00 | supervolley OÖ/Wels/Steyr        | 3:0 (25:20, 25:15, 25:20)               | VC Hausmannstätten               |
| 15.04.2023 | 19:00 | VBK Wörther-See-Löwen Klagenfurt | 3:0 (25:17, 25:14, 25:20)               | SSV HIB Liebenau/HIB Volley Graz |
| 15.04.2023 | 19:00 | TJ Sokol V/Post SV Wien          | 3:1 (25:15, 21:25, 25:18, 25:21)        | hotVolleys Wiedeń                |
| 7. KOLEJKA |       |                                  |                                         |                                  |
| 20.04.2023 | 20:00 | VBK Wörther-See-Löwen Klagenfurt | 3:0 (25:18, 25:14, 25:15)               | VC Hausmannstätten               |
| 22.04.2023 | 17:00 | hotVolleys Wiedeń                | 3:0 (25:16, 25:19, 25:21)               | SSV HIB Liebenau/HIB Volley Graz |
| 22.04.2023 | 19:00 | TJ Sokol V/Post SV Wien          | 3:1 (23:25, 25:16, 25:17, 25:17)        | supervolley OÖ/Wels/Steyr        |
| 8. KOLEJKA |       |                                  |                                         |                                  |
| 16.04.2023 | 14:30 | VC Hausmannstätten               | 1:3 (21:25, 13:25, 25:14, 23:25)        | hotVolleys Wiedeń                |
| 29.04.2023 | 17:00 | SSV HIB Liebenau/HIB Volley Graz | 0:3 (18:25, 18:25, 21:25)               | TJ Sokol V/Post SV Wien          |
| 29.04.2023 | 18:00 | supervolley OÖ/Wels/Steyr        | 2:3 (21:25, 25:18, 13:25, 25:22, 11:15) | VBK Wörther-See-Löwen Klagenfurt |

### Tabela
| Lp. | Drużyna                          | Pkt | Mecze | Mecze | Mecze | Rodzaj wyniku | Rodzaj wyniku | Rodzaj wyniku | Rodzaj wyniku | Rodzaj wyniku | Rodzaj wyniku | Sety | Sety | Sety  | Małe punkty | Małe punkty | Małe punkty |
| Lp. | Drużyna                          | Pkt | M     | W     | P     | 3:0           | 3:1           | 3:2           | 2:3           | 1:3           | 0:3           | wyg. | prz. | stos. | zdob.       | str.        | stos.       |
| --- | -------------------------------- | --- | ----- | ----- | ----- | ------------- | ------------- | ------------- | ------------- | ------------- | ------------- | ---- | ---- | ----- | ----------- | ----------- | ----------- |
| 1   | TJ Sokol V/Post SV Wien          | 27  | 10    | 9     | 1     | 6             | 2             | 1             | 1             | 0             | 0             | 29   | 7    | 4.14  | 861         | 679         | 1.27        |
| 2   | VBK Wörther-See-Löwen Klagenfurt | 26  | 10    | 9     | 1     | 6             | 1             | 2             | 1             | 0             | 0             | 29   | 8    | 3.63  | 854         | 700         | 1.22        |
| 3   | supervolley OÖ/Wels/Steyr        | 19  | 10    | 6     | 4     | 5             | 1             | 0             | 1             | 2             | 1             | 22   | 13   | 1.69  | 771         | 762         | 1.01        |
| 4   | hotVolleys Wiedeń                | 9   | 10    | 3     | 7     | 1             | 2             | 0             | 0             | 3             | 4             | 12   | 23   | 0.52  | 728         | 811         | 0.9         |
| 5   | SSV HIB Liebenau/HIB Volley Graz | 6   | 10    | 2     | 8     | 0             | 2             | 0             | 0             | 1             | 7             | 7    | 26   | 0.27  | 684         | 800         | 0.86        |
| 6   | VC Hausmannstätten               | 3   | 10    | 1     | 9     | 0             | 1             | 0             | 0             | 3             | 6             | 6    | 28   | 0.21  | 680         | 826         | 0.82        |

Źródło: ÖVV – VolleyStation (ang.)
Punktacja: 3:0 i 3:1 – 3 pkt; 3:2 – 2 pkt; 2:3 – 1 pkt; 1:3 i 0:3 – 0 pkt
Zasady ustalania kolejności: 1. liczba punktów; 2. liczba zwycięstw; 3. stosunek setów; 4. stosunek małych punktów; 5. bilans w bezpośrednich meczach
     Austrian Volley League 2023/2024
     Austrian Volley League 2 2023/2024